# Pilatus-Bahnen
Die Pilatus-Bahnen AG ist ein Verkehrsunternehmen in Kriens im schweizerischen Kanton Luzern. Sie betreibt die Pilatusbahn, die Luftseilbahn Kriens–Fräkmüntegg und die Luftseilbahn Fräkmüntegg–Pilatus. Daneben besitzt und betreibt sie mehrere touristische Betriebe, neben Hotels und Restaurants auch einen Seilpark.
Im Jahr 2011 betrug der Jahresumsatz 23’881’962 Schweizer Franken bei einem Jahresergebnis von 583’684 Schweizer Franken.

## Geschichte

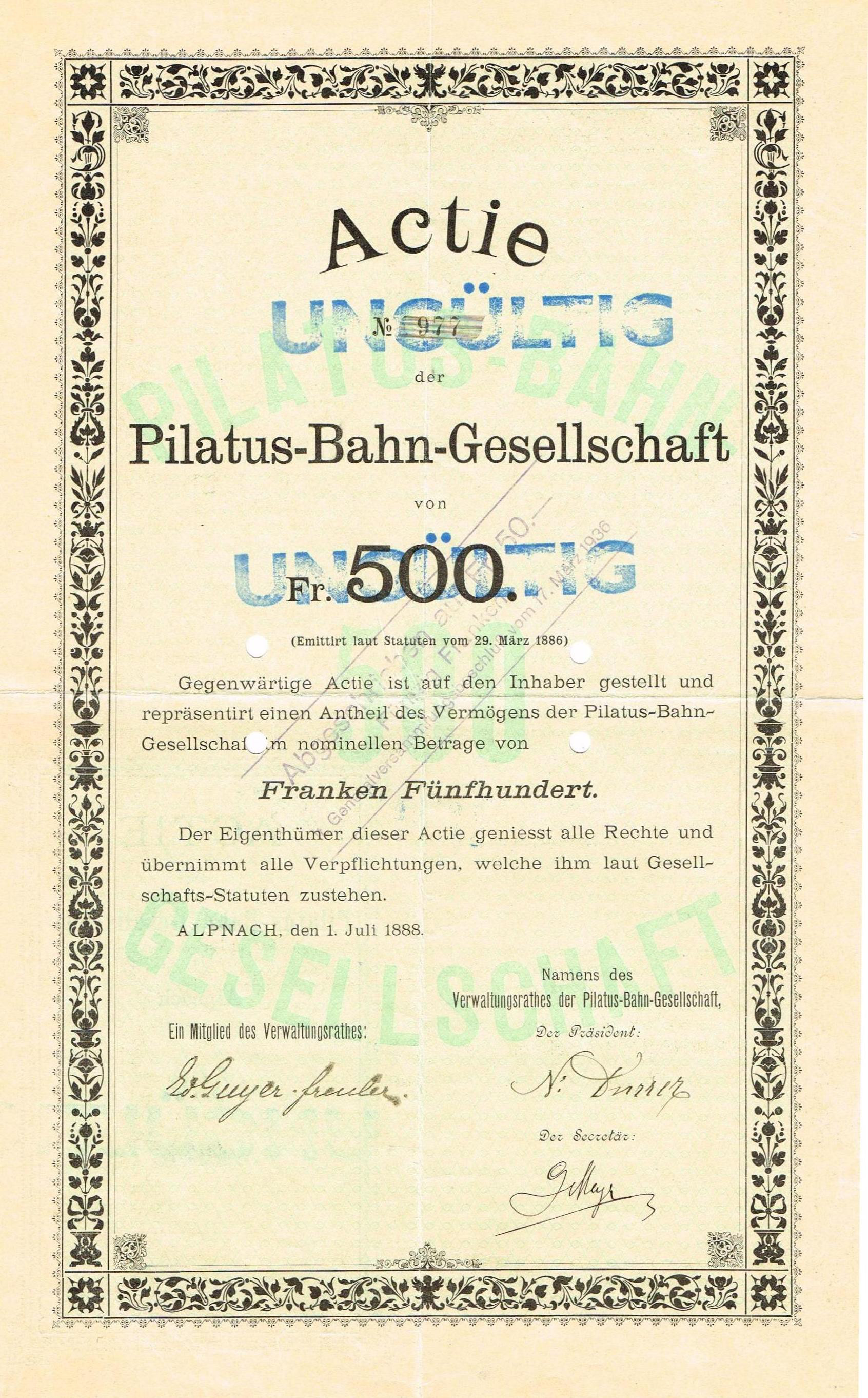
Aktie über 500 Franken der Pilatus-Bahn-Gesellschaft vom 1. Juli 1888; Gründerstück

Bereits ein erstes Konzessionsgesuch zur Nivellierung einer Pilatusbahn wurde von der Kreditanstalt Luzern am 22. April 1873 eingereicht.
Doch erst nachdem Eduard Locher seine Pläne zur Konzessiorung vorgelegt hatte und das Projekt in einem Prospekt der Öffentlichkeit vorgestellt worden war, wurde am 4./5. März 1886 zur Subskription des Aktienkapitals eingeladen. Dieses war in 4000 Stück zu 500 Franken eingeteilt. Ausserdem waren 500'000 Franken Obligationskapital vorgesehen. In kurzer Zeit erhielten 414 Aktionäre Interimsscheine. Locher & Cie und Eduard Guyer-Freuler traten daraufhin ihre vom Bundesrat am 1. Juni 1886 mit Zustimmung versehenen Konzessionsrechte an die Gesellschaft ab und übernahmen als Generalbauunternehmer den Bau der Pilatusbahn samt Anlage und Rollmaterial für 1,9 Millionen Franken pauschal mit Termin zum 15. Juni 1889. Die offizielle Kollaudation am 17. Mai erlaubte am 4. Juni 1889 die Betriebsaufnahme. Der Grosse Erfolg der Bahn erforderte bald den Zukauf weiterer Dampftriebwagen. Silvester 1889 traf der auf der Weltausstellung in Paris gezeigte Musterwagen der schweizerischen Lokomotivbauindustrie in Alpnachstad ein und wurde mit Sekt gefeiert.
Die heutige Gesellschaft Pilatus-Bahnen AG ist der direkte Rechtsnachfolger der am 29. März 1886 gegründeten Pilatusbahn-Gesellschaft. Nach dem Bau der beiden Luftseilbahnen im Jahr 1956 wurde die Gesellschaft umbenannt. Auch wurde später der Sitz von Luzern nach Kriens verlegt.